# Эпрон
Эпро́н (фр. Épron) — коммуна во Франции, находится в регионе Нижняя Нормандия. Департамент коммуны — Кальвадос. Входит в состав кантона Кан 4-й кантон. Округ коммуны — Кан.
Код INSEE коммуны — 14242.

## Население
Население коммуны на 2010 год составляло 1532 человека.
| 1962 | 1968 | 1975 | 1982 | 1990 | 1999 | 2010 |
| ---- | ---- | ---- | ---- | ---- | ---- | ---- |
| 267  | 325  | 568  | 858  | 1425 | 1755 | 1532 |

## Экономика
В 2010 году среди 1093 человек трудоспособного возраста (15—64 лет) 606 были экономически активными, 487 — неактивными (показатель активности — 55,4 %, в 1999 году было 51,5 %). Из 606 активных жителей работали 564 человека (279 мужчин и 285 женщин), безработных было 42 (20 мужчин и 22 женщины). Среди 487 неактивных 338 человек были учениками или студентами, 111 — пенсионерами, 38 были неактивными по другим причинам.